# Политичке контроверзе на Песми Евровизије
Песма Евровизије је међународно такмичење песама које сваке године организује Европска радиодифузна унија (EBU) на којем учествују учесници који представљају првенствено европске земље. Један од наведених циљева такмичења је да догађај буде неполитичке природе, а емитерима и извођачима који учествују не смеју да промовишу или упућују на било шта политичке, комерцијалне или сличне природе током такмичења. Међутим, неколико контроверзних тренутака догодило се од настанка догађаја 1956. године, који укључују политичке тензије између земаља које се такмиче које се одражавају у наступима и гласању на такмичењу, дисквалификацију пријава због политичких референци у текстовима песама и демонстрације против одређених земаља које се такмиче због због политике и политике наведене земље.

## Јерменија и Азербејџан
Континуирани сукоб између Јерменије и Азербејџана утицао је на такмичење у бројним приликама откако су обе земље почеле да се такмиче крајем 2000-их. У 2009, азербејџанска полиција је наводно испитала одређени број људи у Азербејџану који су гласали за улазак Јерменије. Улазак Јерменије на такмичење 2015. промењен је након тврдњи да садржи позив на признавање геноцида над Јерменима, што је у супротности са правилима такмичења у вези са политичким порукама у конкурентским песмама.   Контроверзе су поново избиле 2016 године када је Јерменка Ивета Мукучјан приказана како маше заставом Републике Арцах, такође познате као Нагорно-Карабах, отцепљене државе међународно признате као део Азербејџана, али углавном насељене етничким Јерменима, у првом полуфиналу такмичења. Ово је поново у супротности са правилима Евровизије о политичким гестовима и резултирало је дисциплинским мерама против јерменског емитера ARMTV. 

## Русија и Украјина
Интеракције између Русије и Украјине на такмичењу су првобитно биле позитивне у првим годинама заједничког такмичења, али како су се политички односи између две земље погоршале након руске анексије Крима 2014. и рата у Донбасу, тако су се погоршали и односи на Евровизији постати сложенији. 2016 године, украјинска Џамала је победила на такмичењу са песмом „1944“, чији је текст спомињао депортацију кримских Татара. С обзиром на догађаје на Криму, многи су ову песму видели као политичку изјаву против руских поступака, али је песма била дозвољена да се такмичи с обзиром на перципирану историјску природу песме упркос протестима руске делегације. 
Позиви на руски бојкот такмичења у Украјини 2017. су одбачени, али је њиховој изабраној представници за такмичење у Кијеву, Јулији Самојловој, накнадно забрањен улазак у Украјину због наступа на Криму 2015. и илегалног уласка у регион према украјинском закону, уласком у регион директно из Русије, а не кроз Украјину. Руски Први канал је одбио понуде Самојловој да се такмичи на даљину са места у Русији или за промену извођача, при чему се Русија на крају повукла из такмичења, а EBU је укорила украјинску радионицу UA:PBC и запретила да ће искључити Украјину из будућих такмичења. 
Након руске инвазије на Украјину, која је почела 24. фебруара 2022, UA:PBC је апеловао да суспендује руске емитере чланице EBU ВГТРК и Први канал из уније и да искључи Русију из такмичења на овогодишњем такмичењу. У апелу се наводи да су од почетка руске војне интервенције у Украјини 2014. ВГТРК и Први канал били гласноговорници руске владе и кључно оруђе политичке пропаганде која се финансира из руског државног буџета. EBU је првобитно саопштио да ће Русији и Украјини и даље бити дозвољено да учествују у такмичењу, наводећи неполитичку природу догађаја.   Након притужби других земаља учесница, EBU је 25. фебруара саопштио да Русији неће бити дозвољено да учествује у такмичењу, јер би то „довело конкуренцију на лош глас“.  Украјина је победила у такмичењу са највећим бројем поена из телегласања у историји такмичења.
Након победе 2022, Украјина је првобитно добила прилику да буде домаћин такмичења, међутим, EBU  је касније одлучио да земља неће моћи да буде домаћин због безбедносних забринутости изазваних руском инвазијом, са Уједињеним Краљевством, који је завршио на другом месту 2022. године, изабран за домаћина у име Украјине.  Украјински председник Володимир Зеленски затражио је да се обрати присутнима током финала овогодишњег такмичења, али је EBU касније одбио његов захтев на основу жеље да „не политизује догађај“.  Тернопољ, родни град те године украјинских представника Творчија, био је на мети руских ракетних удара уочи Творчијевог наступа; дуо је касније подигао импровизовани знак на коме је писало „Тернопил“ током резимеа такмичарских наступа.

## Грузијско повлачење 2009
Планирани улазак Грузије за такмичење у Москви 2009. изазвао је контроверзе: након руско-грузијског рата, Степхане и 3Г су изабрани да се такмиче са песмом „We Don't Wanna Put In"“, међутим ЕБУ се успротивио стиховима као појавило се да критикују руског лидера Владимира Путина. Група је одбила захтеве ЕБУ-а да се текст песме промени, а грузијски емитер ГПБ се касније повукао са догађаја. Балтичке државе су разматрале бројне бојкоте такмичења због руских акција у Грузији, али се ниједан није догодио, а естонски емитер ЕРР је на свом сајту организовао анкету како би проценио јавно мњење о надметању у Русији.

## Учешће Израела
Израел се први пут такмичио на такмичењу 1973, поставши прва земља ван Европе која је учествовала. Његово учешће на такмичењу током година било је повремено контроверзно, али је остао редовни такмичар на такмичењу и крунисан је као победник у четири наврата. Прво појављивање земље обележило је појачано присуство безбедности на месту такмичења у граду Луксембургу од онога што би се сматрало нормалним почетком 1970-их, што је уследило мање од годину дана након масакра у Минхену у којем је убијено 11 чланова израелског олимпијског тима 1972. од палестинских терориста. Наоружани чувари су били стационирани на месту догађаја, а присутни су били упозорени да не стоје током представе ризикујући да буду упуцани.   
Такмичење се редовно емитовало у арапском свету током 1970-их, међутим, пошто многе од ових земаља нису признале Израел, њихови емитери су обично прекидали рекламе када је Израел наступао.  Када је 1978 постало очигледно да је Израел на путу да победи на такмичењу, емитовање у многим од ових земаља прекинуто је пре краја гласања, а јорданска телевизија ЈРТВ објаснила је крај њиховог преноса „техничким потешкоћама“ и завршавајући свој пренос сликом гомиле нарциса; Јордански медији су касније објавили да је уместо њега победила Белгија, која је на крају била другопласирана.   
Учешће Израела у такмичењу значи да многе арапске државе које имају право да учествују у такмичењу одлучују да то не учине, међутим неке од земаља су покушале да уђу. Тунис се пријавио за учешће на 1977 contest и био је извучен да наступи као четврти на бини, али је касније одустао.   Мароко се такмичио по први, и до данас једини пут, 1980, када се Израел повукао из такмичења јер се оно одржавало исте ноћи када и Јом Хазикарон.     Недавно се Либан пријавио да се такмичи на такмичењу 2005. и одабрао је  "Quand tout s'enfuit"  као своју дебитантску пријаву, коју ће изводити Алине Лахоуд. Након што им је EBU рекао да ће морати да емитују цео програм у целости, укључујући и израелски унос, Теле Либан је одговорио да не могу да гарантују ово јер би то било неспојиво са либанским законом. Емитер је због тога повукао њихов улазак, што је резултирало санкцијама EBU-а због касног повлачења.
Израел је био домаћин такмичења у три наврата, а прва два ( 1979 и 1999 ) одржана су у Јерусалиму. Због припрема и проба које прате такмичење, као и термина финала у суботу увече, у сва три наврата изнети су приговори православних верских вођа у земљи у вези са могућим прекидом Шабата. Године 1979. ове примедбе су углавном игнорисане и припреме за такмичење су се одвијале углавном непромењене у односу на стандард, међутим, на Турску су извршиле притисак да се повуче из такмичења од стране арапских држава које су се противиле учешћу претежно муслиманске земље у Израелу.   Приговори су поново изнесени 1999. у вези са такмичењем које се одржава око Шабата, као и критике упућене Дана Интернатионал, првог транс победника такмичења, што је довело до покушаја да се заустави такмичење које се одржава у Израелу у све. Међутим, све ове критике биле су узалудне и такмичење је протекло по плану.  

### Такмичење 2019.
Недавно, 2019. године, догодио се низ контроверзних инцидената уочи такмичења у Тел Авиву. Од православних лидера поново су примљени захтеви да се такмичење не меша у Шабат, са писмом које је Јаков Лицман, вођа ултра-ортодоксне партије Тора Јудаизам, послао неколико владиних одељења захтевајући да такмичење не крши свети дан. Схалва Банд, један од такмичара у Israel, на крају се повукао из расправе када им је речено да ће, ако победе, од њих бити затражено да наступају на пробама у Шабату; група је на крају наступила као интервална акција током другог полуфинала такмичења.  
На такмичењу 2019. године такође су се појавили позиви бројних различитих група за бојкот догађаја, који је укључивао заговорнике покрета за бојкот, одузимање и санкције (БДС) као одговор на политику земље према Палестинцима на Западној обали и у Гази, као и као супротност ономе што неки виде као „ружичасто прање“ од стране израелске владе.  Међутим, многи други су такође водили кампању против бојкота догађаја, тврдећи да би сваки културни бојкот био противан унапређењу мира у региону. Најважније је да су Исландски кандидати Хатари подигли транспаренте на којима је приказана палестинска застава док су њихове тачке за телегласање биле објављене у финалу;  ово је на крају довело до тога да исландски емитер RÚV буде кажњен са 5,000€. 